# Shane Harper
Shane Steven Harper (La Jolla, 14 febbraio 1993) è un attore, cantante e ballerino statunitense, noto soprattutto per il ruolo Spencer Walsh in Buona fortuna Charlie e per aver partecipato al programma televisivo Dance On Sunset in onda su Nickelodeon..

## Vita privata
Shane Harper ha avuto una relazione con l'attrice e cantante Bridgit Mendler, conosciuta sul set di Buona fortuna Charlie, dal maggio del 2011 al settembre 2015.
Harper ha dichiarato di essere un devoto cristiano cattolico praticante.

## Filmografia

### Cinema
- Il mio nome è Khan (My Name Is Khan), regia di Karan Johar (2010)
- Il primo amore non si scorda mai, regia di Rob Reiner (2010)
- God's Not Dead, regia di Harold Cronk (2014)
- Platinum the Dance Movie, regia di Alex Di Marco (2014)

### Televisione
- Jimmy fuori di testa (Re-Animated), regia di Bruce Hurwit – film TV (2006)
- High School Musical 2, regia di Kenny Ortega – film TV (2007)
- Zoey 101 – serie TV, episodio 3x17 (2007)
- Buona fortuna Charlie (Good Luck Charlie) – serie TV, 14 episodi (2010-2011)
- I maghi di Waverly (Wizards of Waverly Place) – serie TV, episodio 4x05 (2011)
- Game Time: Tackling the Past, regia di Douglas Barr – film TV (2011)
- Diario di una nerd superstar – serie TV, stagioni 3-4 (2013-2014)
- Happyland – serie TV, 8 episodi (2014)
- Dance-off - film TV (2014)
- Dirty Dancing – film TV, regia di Wayne Blair (2017)
- A Teacher: Una storia sbagliata - miniserie TV, di Hannah Fidell (2020)
- Just Add Magic: Mystery City - serie tv (2020)

## Discografia

### EP
- 2016 – Like I Did
- 2020 – Apt. 401

### Singoli
- 2010 - Wait for Me (con Bridgit Mendler)
- 2010 - Jump
- 2010 - Dance with Me
- 2010 - Just Friends
- 2011 - One Step Closer
- 2011 - When I Look Into Your Eyes
- 2012 -  Rocketship
- 2012 – My Song For You (con Bridgit Mendler)
- 2012 - Flat world
- 2012 - Dancin' in the rain
- 2012 – One Step Closer
- 2014 – Hold You Up
- 2016 – O Holy Night
- 2020 – Say I Come Over
- 2020 – Aly